# Helicopsyche bifida
Helicopsyche bifida är en nattsländeart som beskrevs av Kjell Arne Johanson 1993. Helicopsyche bifida ingår i släktet Helicopsyche och familjen Helicopsychidae. Inga underarter finns listade i Catalogue of Life.